# محطة مدائن صالح
محطة مدائن صالح هي محطة من محطات الخط الحديدي الحجازي تقع بمدينة مدائن صالح بين محطة الدار الحمراء ومحطة العلا في السعودية.

## البناء
انتهى بناء محطة مدائن صالح في عام 1325 هـ الموافق 1907م، كتب التاريخ على عدد من مباني المحطة.

## الوصف
تقع محطة مدائن صالح شمال آثار مدائن صالح، وهي إحدى محطات سكة حديد الحجاز والذي كان يربط الشام بالمدينة المنورة، وتعتبر محطة الحِجْر ثاني أكبر محطة للقطار في الحجاز بعد محطة المدينة المنورة، تتألف محطة مدائن صالح من ورشة كبيرة لاصلاح القطارات وقلاع كبيرة ومنازل للسكن ومساجد ومخازن أسلحة ودورات للمياه وخزان مياه كبير.
تقع المحطة شمال شرق العلا بنحو 25 كيلومتر، وهي من محطات درب الحج الشامي الكبيرة، وإحدى محطات السكة الحديد الرئيسة، ويحتوي الموقع على قلعة إسلامية قديمة في وسطها بئر الناقة، كما توجد بركة قديمة وخمسة آبار مطوية بالأحجار، وكذلك ستة عشر مبنى من مباني السكة الحديد قد بنيت بالحجر المشذب، فضلاً عن محطة العذيب التي تقع فوق جبل على مسافة 2 كيلومتر شمال العذيب يعرف بموقع قويع الترك، وجنوب محطة مدائن صالح بنحو 9 كيلومترات بوادي العذيب، بنيت المحطة من الحجر المشذب إلى جانب محطة وادي القرى بمدينة العلا، وهي إحدى المحطات الكبيرة على درب الحج الشامي وإحدى محطات السكة الحديد، ويحتوي الموقع على مدينة كبيرة قديمة محاطة بجدار شمال المدينة عبر الوادي، ويوجد بها عدة قنوات تمتد إلى عكمة حيث عيون الماء، كما توجد قلعة وبها قبر موسى بن نصير فوق جبل مرتفع يتوسط البلدة القديمة حي الديرة بالعلا.

## مكونات المحطة
تتكون المحطة من التالي:
- ورشة بها قطار ألماني من نوع (Jung) موديل 1906، وقد أعيدت صباغته حديثاً.

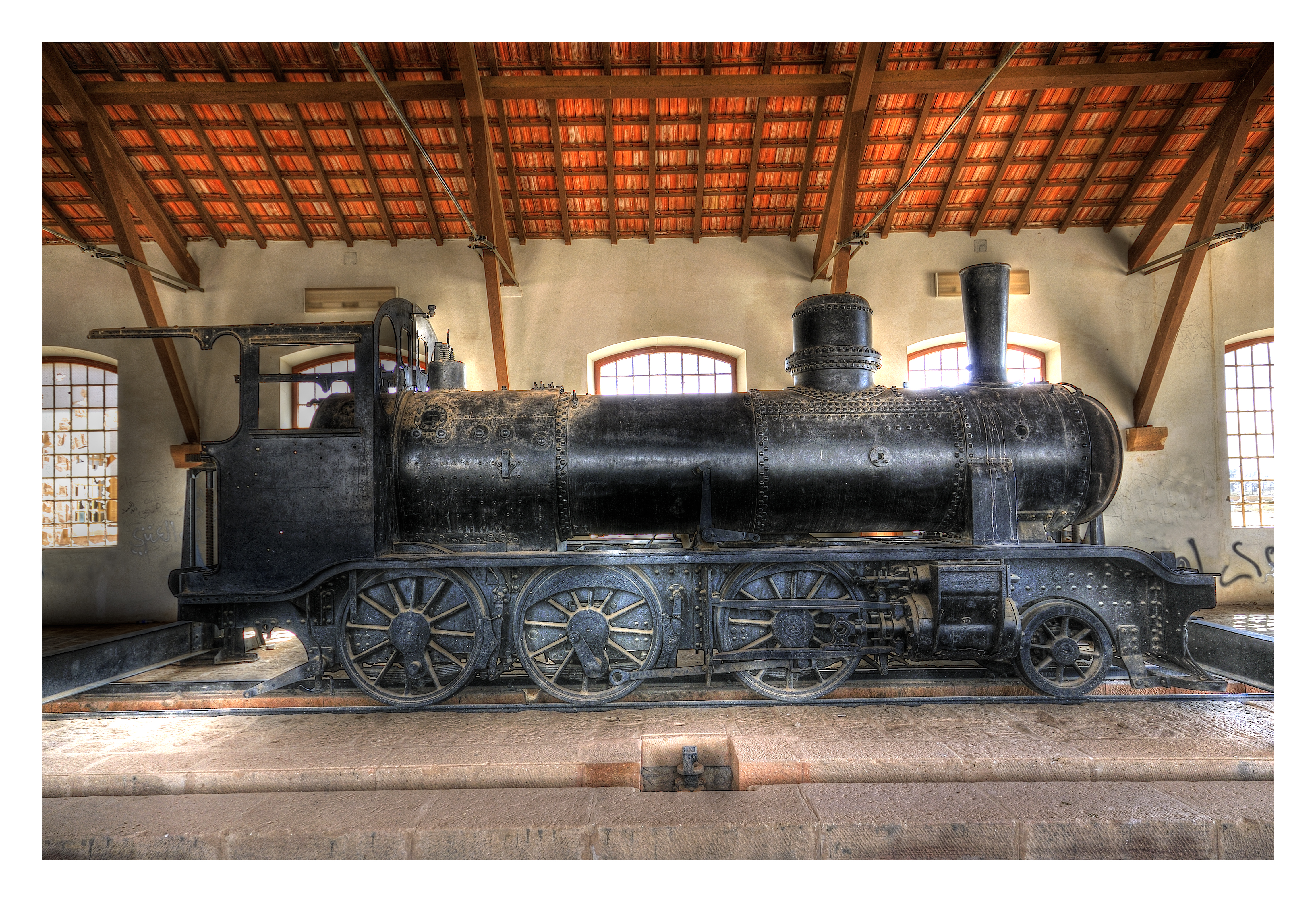

- مبنى ثكنة مكون من دورين.
- سكن عمال.
- عدة كبائن للقطار.
- خزان ماء.

## مشروع التطوير
تقع محطة سكة حديد الحجاز في الطرف الشمالي الغربي من موقع مدائن صالح، وتشكل محور الأنشطة السياحية ذات الصلة بالموقع من خلال تقديم الخدمات الأساسية مثل الاستقبال، والمعلومات السياحية والإرشاد، والعرض المتحفي.
وقد قامت الهيئة العامة للسياحة والتراث الوطني بترميم مباني محطة سكة الحديد في مدائن صالح البالغ عددها (16) مبنى حجرياً للاستفادة من المباني في أغراض تخدم الموقع وإدارته.

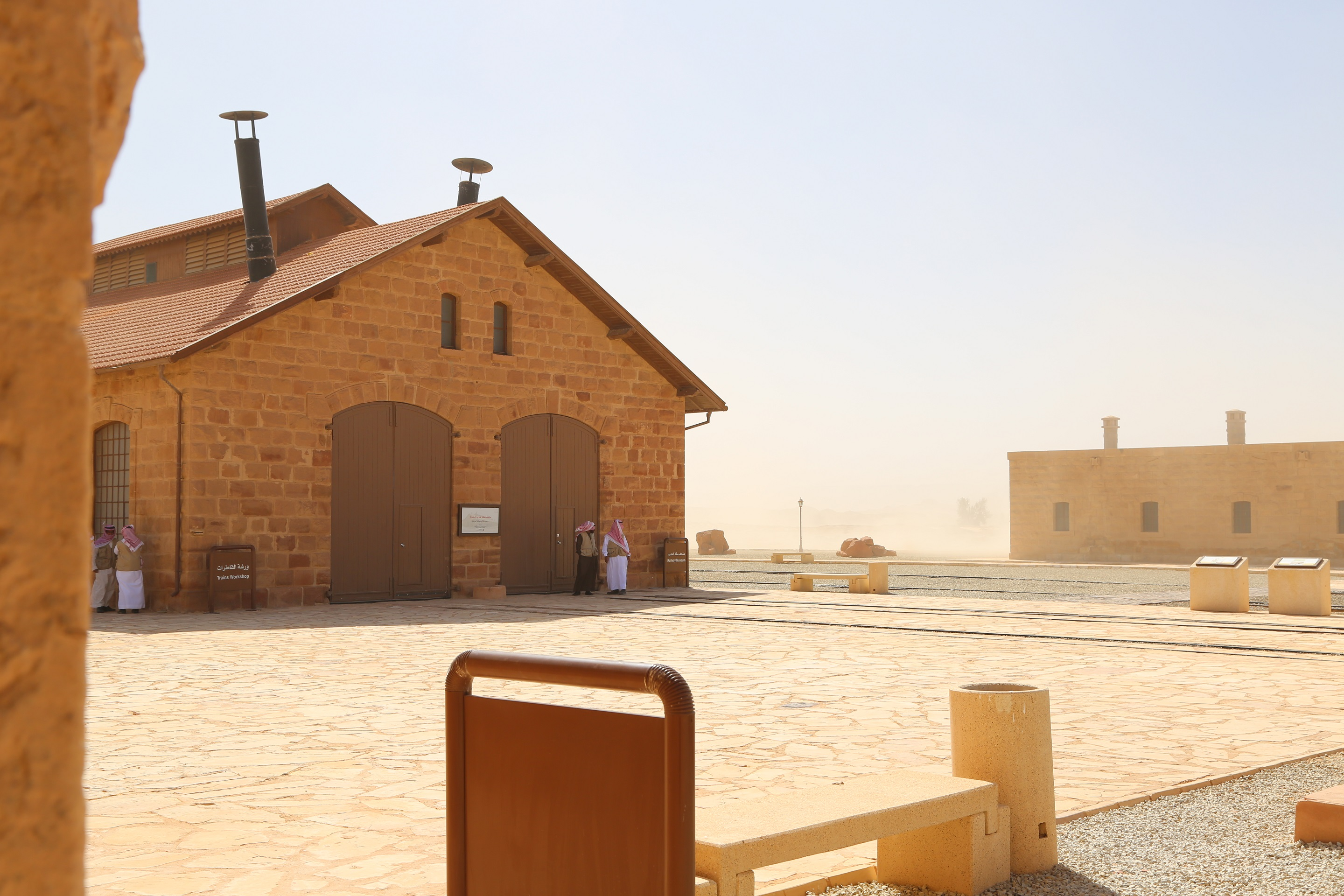

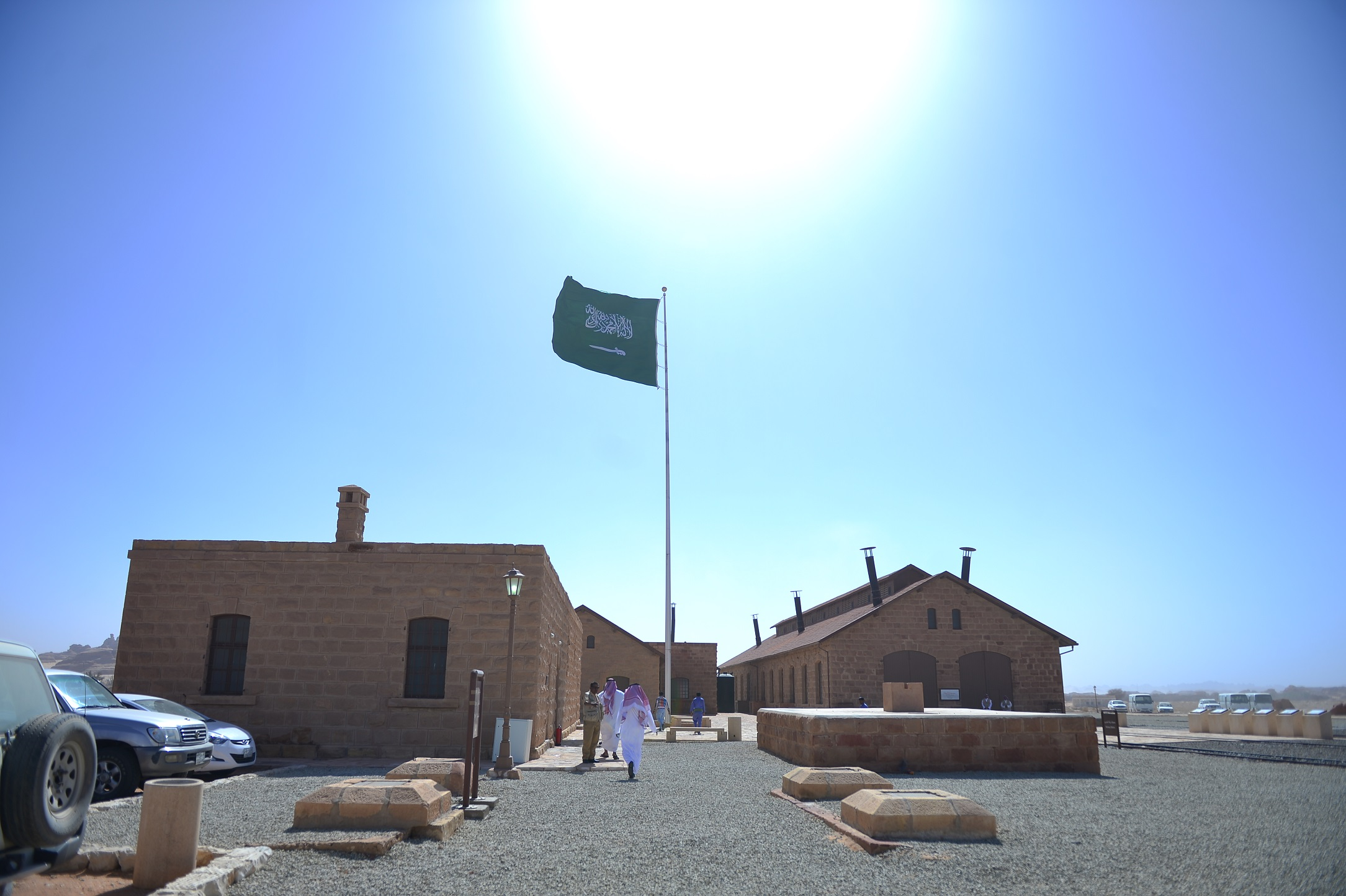

وتضمن مشروع التطوير تحويل ورشة القاطرات بالحجر إلى متحف لسكة حديد الحجر، حيث يعرض قصة مشروع السكة وأقسام الخط الحديدي، ويحتوي المتحف على مخططات ووثائق أثرية ذات علاقة بتاريخ المملكة، ويوجد بالمبنى قاطرة وعربتا قطار من بقايا السكة الحديد الأصلية، وتم ترميم العربتين، وخصصت إحداهما لعرض بعض القطع المتعلقة بالسكة الحديد، في حين تستخدم الأخرى كقاعه للعرض المرئي.
وتضمن مشروع التأهيل تطوير أحد المباني في محطة سكة حديد الحجر الواقع في الجهة الجنوبية من المحطة ليصبح مركزاً للزوار، ويقدم معلومات متكاملة عن الموقع من خلال المطبوعات والخرائط والأفلام الوثائقية، وتم تزويد المبنى بلوحات تعريفية، وأربع شاشات للعرض.

## معرض صور

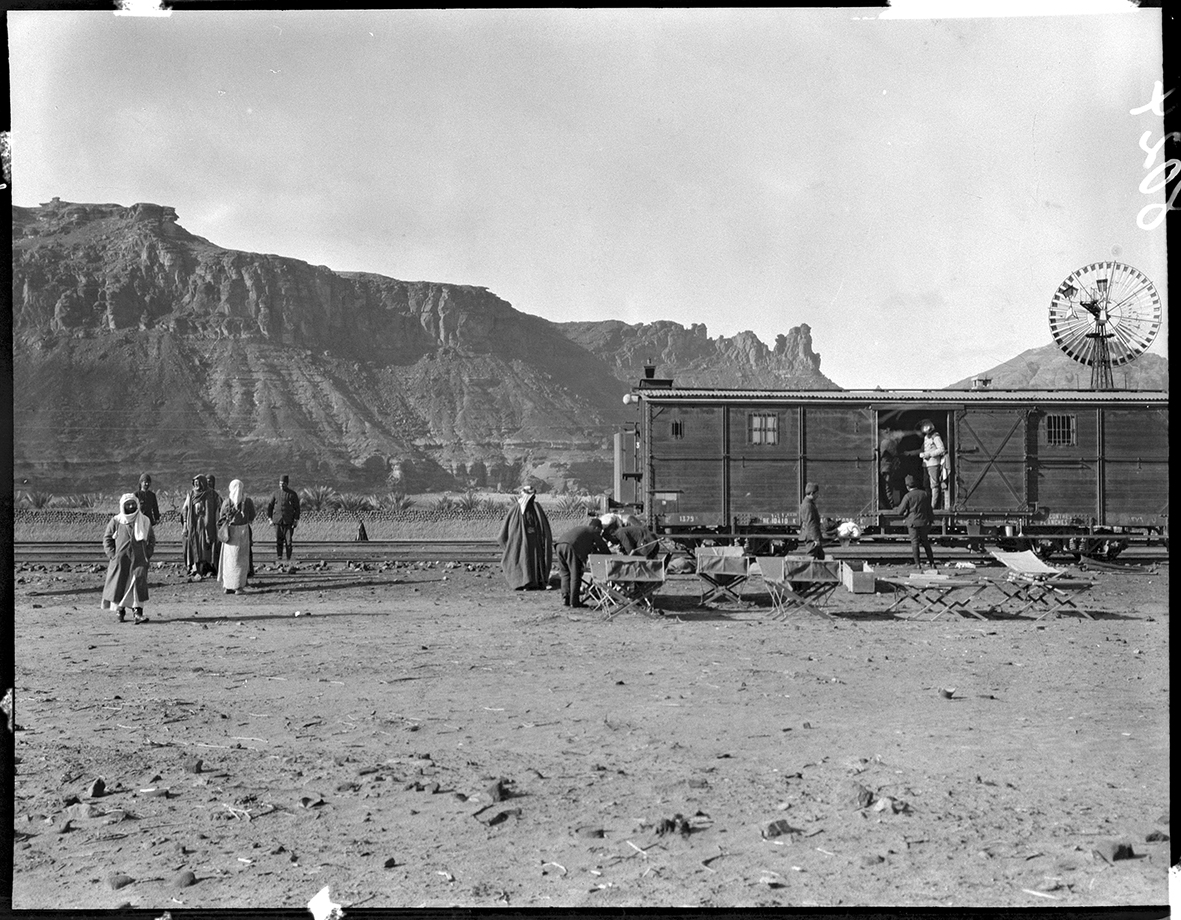
15 يناير 1915م
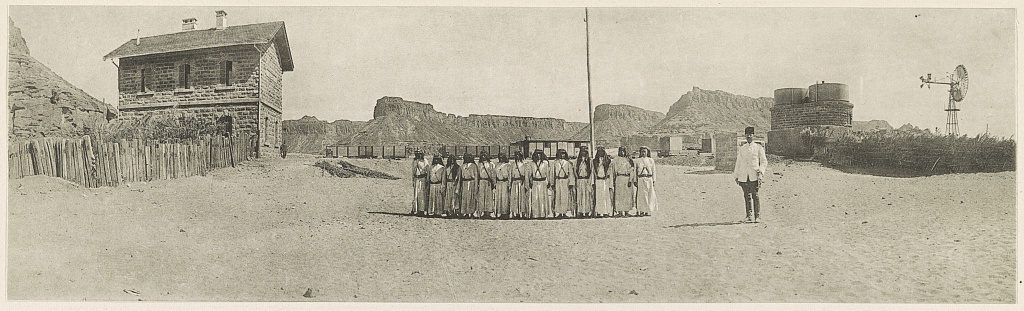
1915
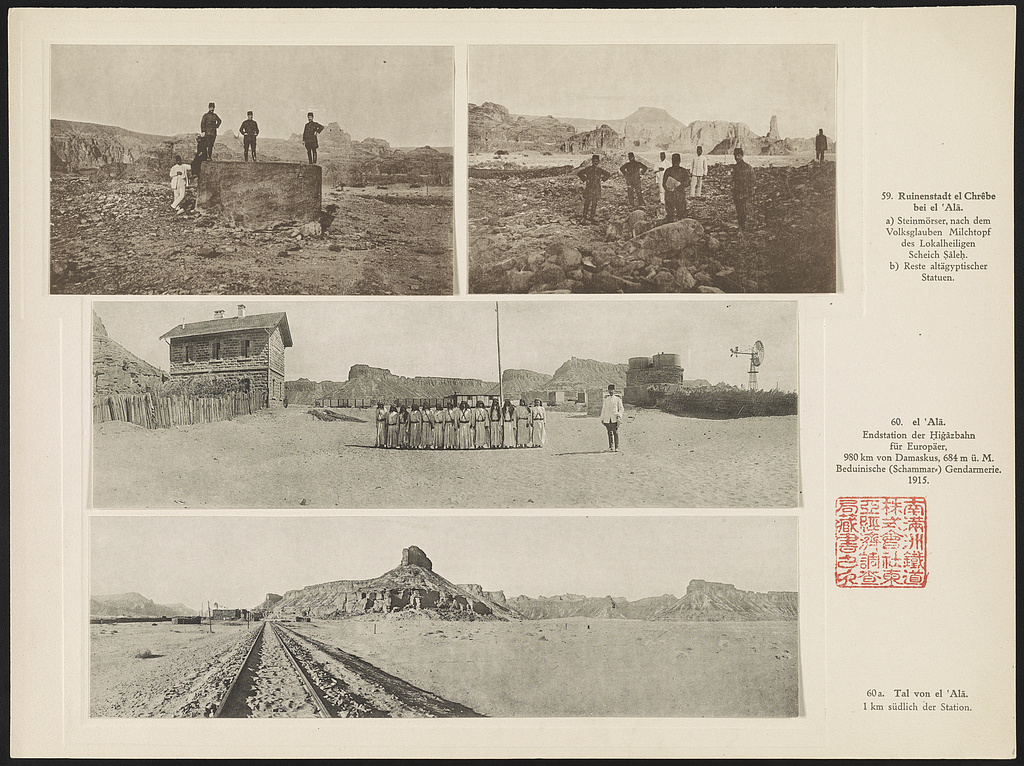
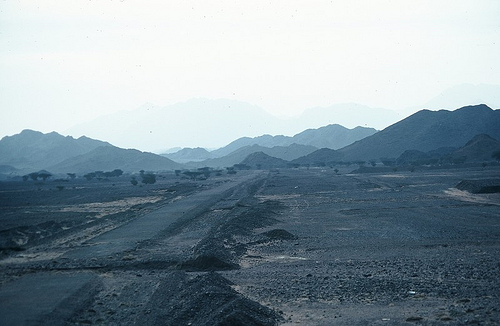
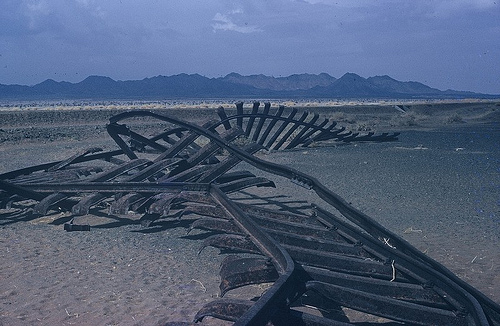
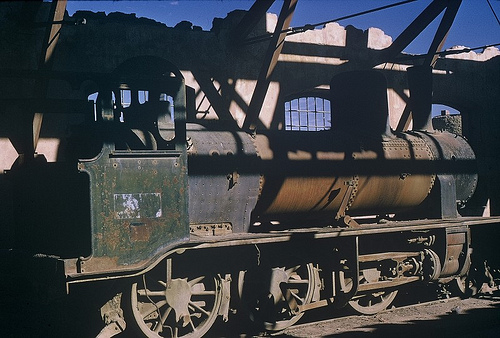
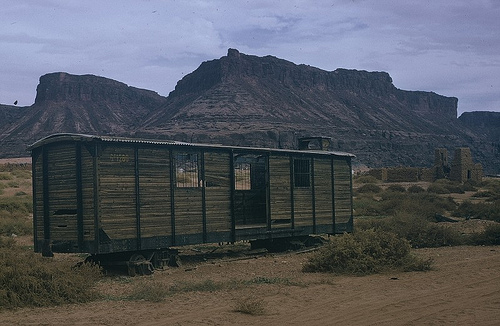